# Культурная столица Беларуси
Культу́рная столи́ца Беларуси (бел. Культурная сталіца Беларусі) — ежегодная акция, проводимая Министерством культуры Республики Беларусь с 2010 года. Акция состоит в ежегодном избрании того или иного города Беларуси центром культурной жизни страны с целью развития и обогащения культурной жизни регионов, активизации местной общественной инициативы по поддержке национальной культуры, привлечения внимания широкой общественности и иностранных туристов.
В течение года культурную столицу посещают профессиональные танцевальные, музыкальные, хореографические коллективы, активизируется деятельность региональных учреждений культуры и местных властей.
Исторически, до начала проведения акции, неформальное звание культурной столицы Беларуси носил город Витебск. 21 января 2010 года культурной столицей страны был официально объявлен древнейший город страны Полоцк. После этого, ежегодно в рамках специальной акции определялась новая культурная столица.

## Список культурных столиц Беларуси
- до 2010:  Витебск[2]
- 2010:  Полоцк[2]
- 2011:  Гомель[2]
- 2012:  Несвиж[3]
- 2013:  Могилёв[2]
- 2014:  Гродно[4]
- 2015:  Брест[2]
- 2016:  Молодечно[2]
- 2017:  Бобруйск[5][6]
- 2018:  Новополоцк[7]
- 2019:  Пинск[8][9]
- 2020:  Лида[10]
- 2021:  Борисов[11][12]
- 2022:  Орша[13]
- 2023:  Слуцк[14]
- 2024:  Белыничи[15]
- 2025:  Иваново[2]
- 2026:  Поставы